# Guillermo Rivera Cotapos
Guillermo Rivera Cotapos (Concepción, 1868 - Viña del Mar, 7 de marzo de 1928) fue un abogado y político chileno.

## Biografía
Hijo de Ramón Segundo Rivera Olaechea y María Catalina Pérez Cotapos Puga.
Se casó con Zulema Baeza Infante y tuvieron cuatro hijos.
Cursó humanidades en el Instituto Nacional y Leyes en la Universidad del Estado; título de su memoria: "Mutabilidad o inmutabilidad del régimen conyugal en caso de cambio de domicilio internacional de los esposos"; se tituló de abogado en octubre de 1889.
Ingresó como servidor público en 1884, en calidad de oficial del 
ministerio de Relaciones Exteriores; en 1889 fue Jefe de la Oficina Diplomática y Consular; en 1891 fue subsecretario de Relaciones Exteriores, cargo que ocupó durante todo el tiempo de la guerra civil de 1891; fue también secretario particular del presidente José Manuel Balmaceda.
Al terminar la Revolución de 1891 se estableció en Valparaíso y se dedicó a ejercer su profesión.
Cooperó activamente en la organización del partido Liberal Democrático, del cual se separó en 1903, para ingresar al partido Liberal.
En 1892 hizo la más brillante defensa de los marinos chilenos comprometidos en la riña del Baltimore, reyerta que ocasionó un trastorno diplomático al país y que estuvo a punto de ser el origen de un conflicto armado con Estados Unidos. Abogado de nota, gozó del más alto prestigio y distinción ante las Cortes.
Entre otras actividades, fue profesor de Derecho Internacional en el Liceo; regidor municipal de Valparaíso y director de la Sociedad de Instrucción Primaria, Liga contra el Alcoholismo, Liga de Estudiantes Pobres; miembro del Ateneo, de la Sociedad de Beneficencia Popular y socio honorario de la Sociedad Manuel Blanco Encalada, entre otras.
Por primera vez en el Congreso, electo diputado por Valparaíso y Casablanca, período 1900-1903; integró la Comisión Permanente de Guerra y Marina; y de la de Relaciones Exteriores.
Tomó parte activa en la campaña presidencial de 1901, en favor del presidente Germán Riesco.
Reelecto diputado por Valparaíso y Casablanca, período 1903-1906; integró la Comisión Permanente de Relaciones Exteriores y fue su presidente; diputado reemplazante en la Comisión Permanente de Legislación y Justicia.
En 1904 se le nombró ministro de Justicia e Instrucción Pública, cargo que desempeñó desde el 30 de octubre de 1904 hasta el 13 de febrero de 1905, durante el gobierno de Germán Riesco.
Nuevamente electo diputado por Valparaíso, período 1906-1909; integró la Comisión Permanente de Relaciones Exteriores; y de la de Hacienda.
Fue elegido senador por Valparaíso, período 1909-1915; miembro de la Comisión Permanente de Constitución, Legislación y Justicia. En 1910 hizo un brillante papel en la Comisión del Senado que fue a Buenos Aires, al Centenario Argentino.
En el gobierno de Ramón Barros Luco fue nombrado ministro de Interior, el 20 de mayo al 8 de agosto de 1912.
Reelecto senador por Valparaíso, período 1918-1924; integró la Comisión Permanente de Relaciones Exteriores y Culto.
Fue un tenaz defensor de la instrucción pública, contribuyendo con su voto a todo problema de adelanto nacional. Valparaíso tuvo siempre en él, a un eminente servidor público: intervino en la redacción, discusión y realización de las obras hidráulicas de Peñuelas y de Concón; en la reconstrucción y transformación de Valparaíso, después del terremoto de 1906; en las construcciones del puerto; en el mejoramiento general de los servicios de beneficencia y en general, en todas aquellas empresas que directa o indirectamente tendieran al progreso material o moral de los habitantes del puerto de Valparaíso.
Colaboró en la prensa y mantuvo algunos años su diario "El día" de Valparaíso, del que fue director y redactor.
En sus últimos tiempos vivió concentrado en su oficina jurídica.
Guillermo Rivera Cotapos dejó de existir en Viña del Mar, el 7 de marzo de 1928.

## Homenajes
El Liceo Guillermo Rivera Cotapos, fundado en 1910, y que está ubicado en Viña del Mar.